# Clay Regazzoni
Gianclaudio Giuseppe "Clay" Regazzoni (Porza, Svájc, 1939. szeptember 5. – Fontevivo, Olaszország, 2006. december 15.) svájci autóversenyző, Formula–1-es pilóta.

## Pályafutása

### A Formula–1-ben
Formula–1-es bemutatkozása egy sikeres Formula–2-es szezon közepén, 1970-ben került sor a Ferrarinál. Első futamán, a holland nagydíjon negyedik lett, Ausztriában feljött a második helyre, az olasz nagydíjon pedig felállhatott a dobogó legmagasabb fokára. Clay még két idényt töltött a Ferrarinál, egy kis kihagyás után, egy év múlva Niki Laudával tért vissza. Tökéletesen kiegészítette az osztrák pilótát, s 1974-ben majdnem megnyerte a világbajnokságot. 1977-ben Carlos Reutemann lépett a helyére. Két szezont a kevésbé ismert Ensignnál és a Shadownál töltött, majd a Williamshez igazolt. Ő szerezte a csapat első futamgyőzelmét, az 1979-es brit nagydíjon. A szezon végén visszaigazolt az Ensign-hoz. Az 1980-as évad negyedik versenyén, a nyugat-amerikai nagydíjon, a Long Beach-i pályán műszaki hiba miatt az autó letért egy mellékútra, és teljes sebességgel egy betonfalnak ütközött. Clay súlyos gerincsérülést szenvedett, s tolószékbe került.
Balesete után a svájci televízió kommentátoraként dolgozott.

## Halála
2006. december 15-én, Parma közelében az olasz A1-es autópályán, közel 100 km/h sebességgel frontálisan összeütközött egy kamionnal. Clay nem élte túl a balesetet. A nyomozók szerint szívrohamot kapott. Temetése december 23-án volt Luganóban, ahol Jackie Stewart, Emerson Fittipaldi és Niki Lauda is tiszteletét tette.

## Eredményei
Teljes Formula–1-es eredménylistája
(Táblázat értelmezése)

(Félkövér: pole-pozícióból indult; dőlt: leggyorsabb kört futott) 

| Év   | Csapat   | 1      | 2      | 3      | 4      | 5      | 6      | 7      | 8      | 9      | 10     | 11     | 12     | 13     | 14     | 15     | 16     | 17     | Helyezés | Pont    |
| ---- | -------- | ------ | ------ | ------ | ------ | ------ | ------ | ------ | ------ | ------ | ------ | ------ | ------ | ------ | ------ | ------ | ------ | ------ | -------- | ------- |
| 1970 | Ferrari  | RSA    | ESP    | MON    | BEL    | NED 4  | FRA    | GBR 4  | GER Ki | AUT 2  | ITA 1  | CAN 2  | USA 13 | MEX 2  |        |        |        |        | 3.       | 33      |
| 1971 | Ferrari  | RSA 3  | ESP Ki | MON Ki | NED 3  | FRA Ki | GBR Ki | GER 3  | AUT Ki | ITA Ki | CAN Ki | USA 6  |        |        |        |        |        |        | 7.       | 13      |
| 1972 | Ferrari  | ARG 4  | RSA 12 | ESP 3  | MON Ki | BEL Ki | FRA    | GBR    | GER 2  | AUT Ki | ITA Ki | CAN 5  | USA 8  |        |        |        |        |        | 7.       | 15      |
| 1973 | BRM      | ARG 7  | BRA 6  | RSA Ki | ESP 9  | BEL 10 | MON Ki | SWE 9  | FRA 12 | GBR 7  | NED 8  | GER Ki | AUT 6  | ITA Ki | CAN    | USA 8  |        |        | 17.      | 2       |
| 1974 | Ferrari  | ARG 3  | BRA 2  | RSA Ki | ESP 2  | BEL 4  | MON 4  | SWE Ki | NED 2  | FRA 3  | GBR 4  | GER 1  | AUT 5  | ITA Ki | CAN 2  | USA 11 |        |        | 2.       | 52      |
| 1975 | Ferrari  | ARG 4  | BRA 4  | RSA 16 | ESP Hn | MON Ki | BEL 5  | SWE 3  | NED 3  | FRA Ki | GBR 13 | GER Ki | AUT 7  | ITA 1  | USA Ki |        |        |        | 5.       | 25      |
| 1976 | Ferrari  | BRA 7  | RSA Ki | USW 1  | ESP 11 | BEL 2  | MON 14 | SWE 6  | FRA Ki | GBR Ki | GER 9  | AUT    | NED 2  | ITA 2  | CAN 6  | USA 7  | JPN 5  |        | 5.       | 31      |
| 1977 | Ensign   | ARG 6  | BRA Ki | RSA 9  | USW Ki | ESP Ki | MON NK | BEL Ki | SWE 7  | FRA 7  | GBR NK | GER Ki | AUT Ki | NED Ki | ITA 5  | USA 5  | CAN Ki | JPN Ki | 17.      | 5       |
| 1978 | Shadow   | ARG 15 | BRA 5  | RSA NK | USW 10 | MON NK | BEL Ki | ESP 15 | SWE 5  | FRA Ki | GBR Ki | GER NK | AUT Hn | NED NK | ITA Hn | USA 14 | CAN NK |        | 16.      | 4       |
| 1979 | Williams | ARG 10 | BRA 15 | RSA 9  | USW Ki | ESP Ki | BEL Ki | MON 2  | FRA 6  | GBR 1  | GER 2  | AUT 5  | NED Ki | ITA 3  | CAN 3  | USA Ki |        |        | 5.       | 29 (32) |
| 1980 | Ensign   | ARG Hn | BRA Ki | RSA 9  | USW Ki | BEL    | MON    | FRA    | GBR    | GER    | AUT    | NED    | ITA    | CAN    | USA    |        |        |        | –        | 0       |

## Fordítás
- Ez a szócikk részben vagy egészben  a   Clay Regazzoni című angol Wikipédia-szócikk fordításán alapul.  Az eredeti cikk szerkesztőit annak laptörténete sorolja fel. Ez a jelzés csupán a megfogalmazás eredetét és a szerzői jogokat jelzi, nem szolgál a cikkben szereplő információk forrásmegjelöléseként.